# David Hurley
David John Hurley (ur. 26 sierpnia 1953 w Wollongong) – australijski żołnierz i działacz społeczny, generał, w latach 2011–2014 dowódca Australian Defence Force (ADF). Od 2 października 2014 do 1 lipca 2019 gubernator Nowej Południowej Walii. Od 1 lipca 2019 do 1 lipca 2024 gubernator generalny Australii.

## Życiorys

### Kariera wojskowa
W 1972 został żołnierzem zawodowym, zaś w 1975 ukończył Royal Military College, Duntroon, szkołę oficerską Australian Army. Przez kolejne dwadzieścia lat zajmował szereg stanowisk zarówno w jednostkach liniowych, jak i w sztabach. W 1993, będąc już w stopniu podpułkownika i w randze dowódcy regimentu, brał udział w operacji wojsk ONZ w Somalii. W latach 1996–1997, już jako pułkownik, odbywał studia podyplomowe w United States Army War College. Po powrocie do kraju został sekretarzem wojskowym dowódcy wojsk lądowych, a następnie został szefem działu kwatery głównej australijskich sił zbrojnych, odpowiedzialnego za gotowość do ewentualnej mobilizacji.
W 1999 otrzymał pierwszy stopień generalski, zwany w Australii brygadierem, i został dowódcą 1. Brygady z siedzibą w Darwin. Od 2001 zajmował wysokie stanowiska sztabowe. W 2007 został dowódcą operacyjnym australijskich sił zbrojnych, zaś w 2008 zastępcą głównodowodzącego ADF. W 2011 został dowódcą ADF, co uczyniło z niego najwyższego rangą oficera służby czynnej, jak również jedynego czterogwiazdkowego generała w służbie czynnej. Po zakończeniu jego kadencji w czerwcu 2014, przeszedł na wojskową emeryturę.

### Gubernator Nowej Południowej Walii
Na trzy tygodnie przed opuszczeniem przez Hurleya wojska, premier Nowej Południowej Walii Mike Baird ogłosił, iż 2 października zastąpi on Marie Bashir na stanowisku gubernatora tego stanu.

## Gubernator generalny Australii
1 lipca 2019 został zaprzysiężony jako gubernator generalny Australii. Pełnienie urzędu zakończył 1 lipca 2024.

## Odznaczenia
- Kawaler Orderu Australii (2010)[7]
- Oficer Orderu Australii (2004)[8]
- Krzyż Wybitnej Służby (1993)[9]
- Order Świętego Jana Jerozolimskiego (2015)[10]
- Oficer Legii Honorowej (Francja, 2012)[11]
- Komandor Legii Zasługi (Stany Zjednoczone, 2012)[12]